# Kardos Lajos-díj
A Kardos Lajos-díj a Magyar Pszichológiai Társaság kitüntetése, amelyet az MTA Pszichológiai Tudományos Bizottságával közösen adományoz. E kitüntetés adományozásáról külön szabályok intézkednek.

## Leírása
A Kardos Lajos-díj célja a hazai pszichológiai kutatásban elért kiváló új eredmények elismerése. A Díjat olyan szakember kaphatja, aki a megelőző 1-3 évben kutatásait meghatározó mértékben Magyarországon végezte, Kardos Lajos munkásságának szellemében jelentősen hozzájárult a magyar pszichológiai tudomány színvonalának növekedéséhez és emberi magatartásával példát mutat a pszichológusok fiatal generációjának. 
Az adományozásról az MTA Pszichológiai Tudományos Bizottsága évente dönt többségi titkos szavazással, ha díjazásra alkalmas jelöltet talál, amely Bizottságban a Magyar Pszichológiai Társaság is képviselve van. A díjhoz érem és az elnyerését igazoló oklevél jár, amelyek átadása a Magyar Pszichológiai Társaság Tudományos Nagygyűlésén történik. A díjazott a Társaság Nagygyűlésén „Kardos Lajos előadást” tarthat, mely a díjazott kutatást mutatja be a szakmai közönségnek.

## Díjazottak
- Csibra Gergely (2013)
- Winkler István (2015)
- Németh Dezső (2016)